# Clavidesmus chicae
Clavidesmus chicae är en skalbaggsart som beskrevs av Giorgi 1998. Clavidesmus chicae ingår i släktet Clavidesmus och familjen långhorningar. Inga underarter finns listade i Catalogue of Life.